# Xバンド防衛通信衛星

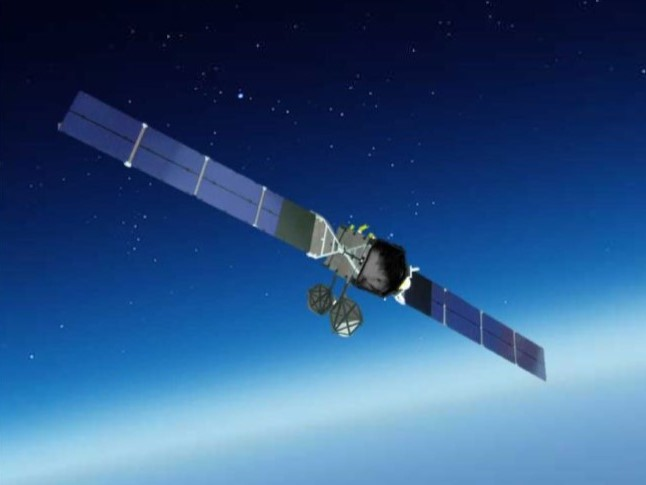
Xバンド防衛通信衛星「きらめき2号機」

Xバンド防衛通信衛星（エックスバンドぼうえいつうしんえいせい、X-band defense communications satellite）は、防衛省がPFI方式で整備・保有・運用する防衛用の通信衛星。愛称は「きらめき」。日本の叡智を結集した「天空に美しく光り輝く」衛星という意味が込められている。

## 調達の概要

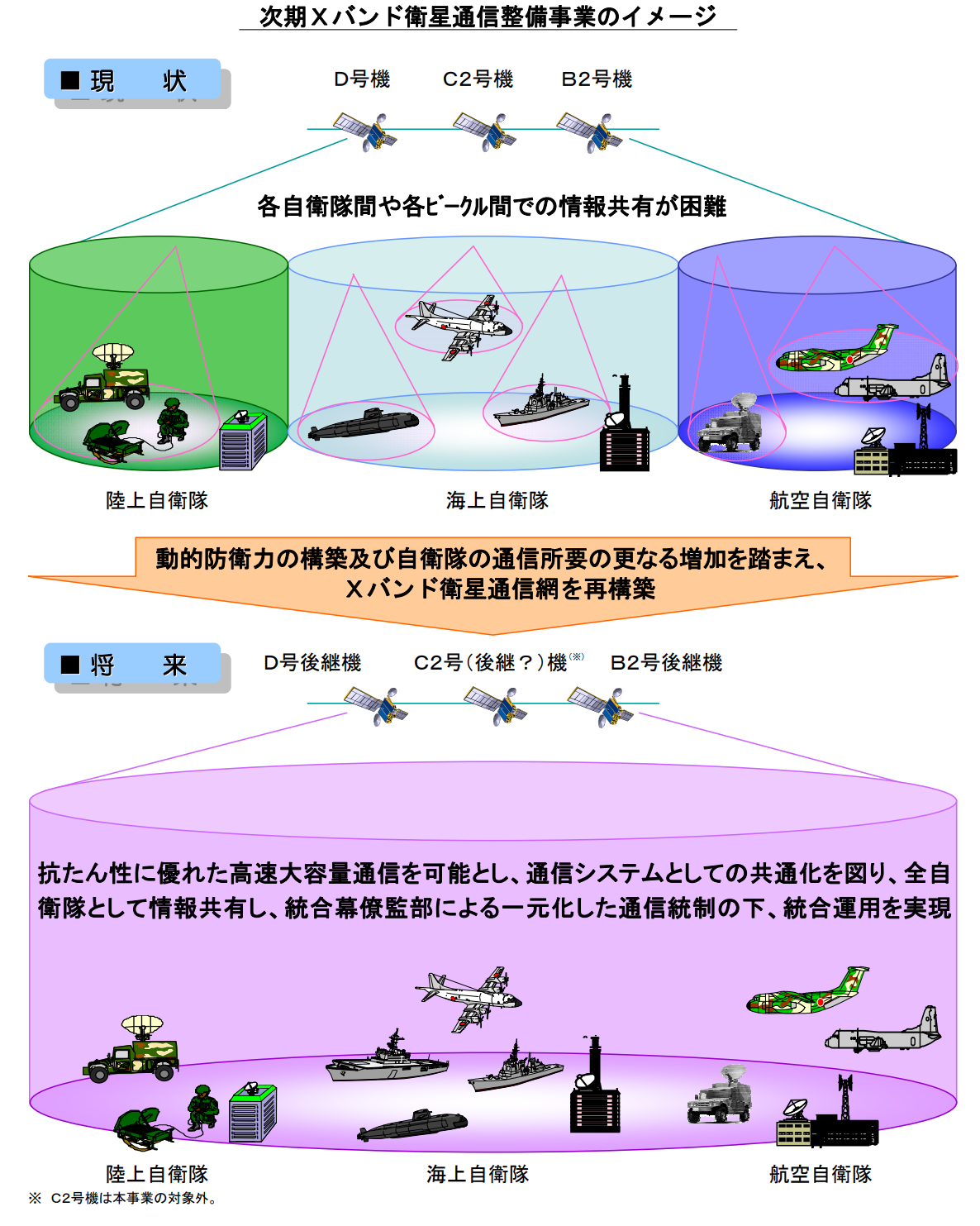
Xバンド通信衛星整備による情報共有の変化を説明した資料（2011年資料）

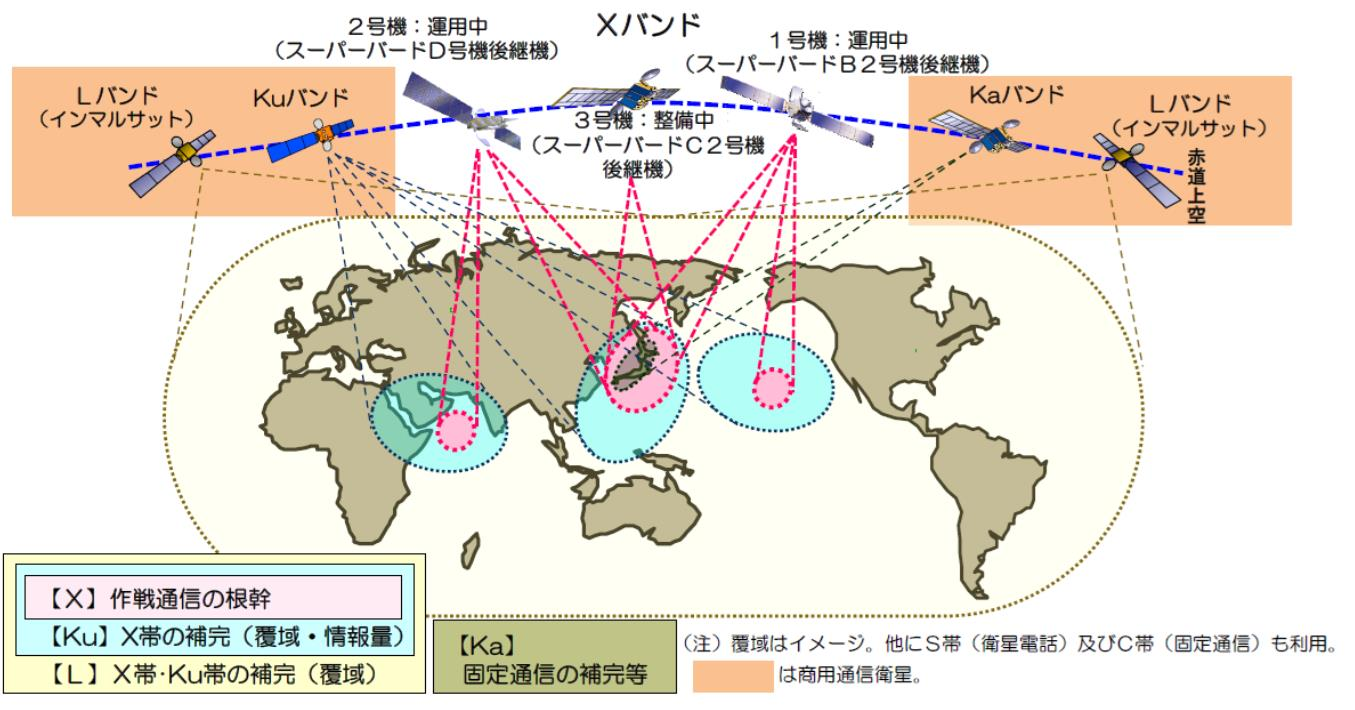
防衛省・自衛隊が使用する衛星通信システムの覆域のイメージ図（2023年資料）

### 1号機・2号機
2011年（平成23年）11月、防衛省・自衛隊が部隊間の通信用に利用しているスカパーJSAT保有の商用通信衛星（スーパーバードB2号機、D号機）が2015年度に設計寿命に達することから、その後継機の整備事業実施方針が公表された。B2号機の後継機を1号機、D号機の後継機を2号機と位置付けている。
従前の事業の進め方では、商用衛星スーパーバードの防衛省専用の通信中継器を保有する株式会社エム・シー・シーから借り上げる方式であったが、本事業より、衛星2機の製造から運用終了までの長期間を一括して民間企業に発注するPFI方式によって実施され、衛星は防衛省専用のものとなる。「宇宙空間の平和利用」という日本国政府解釈により、商用通信衛星の利用のみであったが、2008年（平成20年）に宇宙基本法の制定により、軍事専用衛星の保有が可能になった。
2011年（平成23年）度、既存機の設計寿命までの期間余裕が少ないことと、PFI法改正の必要から、1号機の中継器の製造が先行して事業化され、日本電気が受注した。
2012年（平成24年）12月、防衛省はスカパーJSATホールディングスを「Xバンド衛星通信中継機能等の整備・運営事業」の事業者として選定し、2013年（平成25年）1月15日に、スカパーJSATが設立した「株式会社ディ－・エス・エヌ」と事業契約を締結した。1号機・2号機の運用終了まで（2031年3月、契約時点）全期間の衛星・地上施設の調達・運用・維持等の契約金額は1,220億円。
衛星の基本構成要素となる衛星バスは、当時防衛省から指名停止中であった三菱電機が製造するDS2000であったが、代替品が無いため承認を経て採用された。

### 3号機
3号機はスーパーバードC2号機の後継として計画された。1・2号機のPFI事業の経験を踏まえて、官側で実施可能な事業範囲となる製造および打ち上げは製造請負および役務契約によって調達され、地上のバス管制局の運用・維持管理をPFI方式とし、かつ3号機単独の運用ではなく1・2号機の運用契約を契約変更・拡大する形で費用の抑制と技術的リスクの低減を図っている。運用契約の期間は2037年（令和19年）10月までとしている。

### 2号機後継機
きらめき2号機が2031年（令和13年）3月に運用終了予定であることから、防衛省はその後継機が2025年度（令和7年度）から設計製造を開始し、2030年度に打ち上げる計画で令和7年度概算要求に計上した。衛星・地上器材の設計製造が契約ベースでの概算要求は約1,353億円。なお、きらめき1号機は2032年度（令和14年度）6月運用終了としている。

## 特長
PFI方式とはいえ、従前とは違って防衛省が独自に通信衛星を保有・運用することになるため、有事においても防衛省が主体的に衛星を運用できる。また飛躍的な通信の高速・大容量化が図られているため、短時間での映像などのデータの伝送が可能となり、弾道ミサイル発射情報や海外に展開した部隊が活動する現場の状況を日本国内で速やかに把握することが可能となる。また通信の秘匿性も高められており、通信妨害や通信傍受に対する抗堪性が高められている。さらに通信方式の違う陸・海・空の3自衛隊のそれぞれの通信を変換して伝送できるため、自衛隊の統合運用能力を高めることができる。
本衛星システムで使用されるXバンドは、降雨などの気象の影響や大気による減衰を受けにくく、抗堪性、秘匿性、広帯域性に優れているため、移動体衛星通信に適している周波数帯域である。

## 打ち上げ

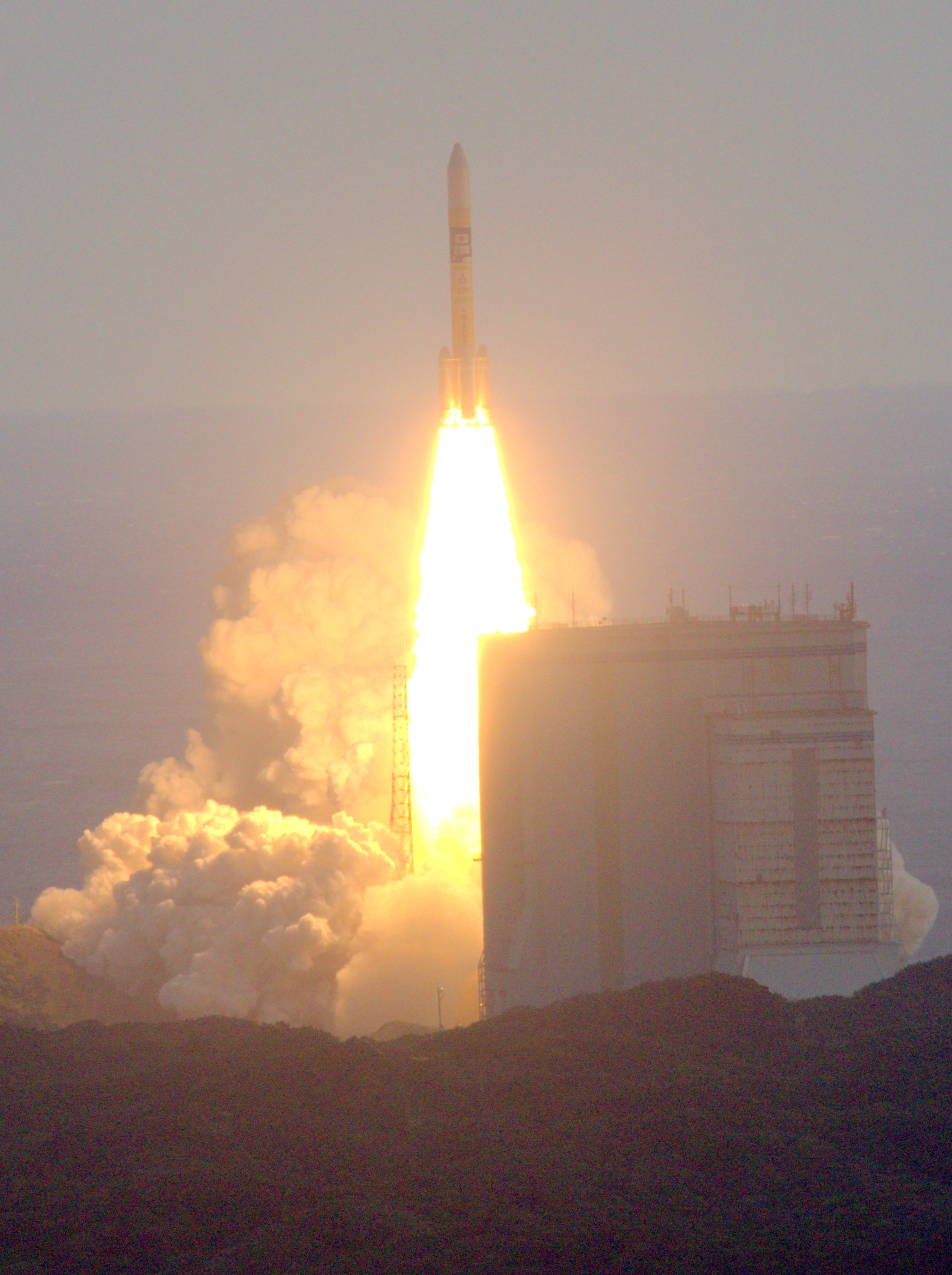
H-IIA 32号機によるXバンド防衛通信衛星「きらめき2号」の打ち上げ

当初1号機となる「きらめき1号」は、2016年（平成28年）7月に、アリアン5で打ち上げられる予定であったが、ギアナ宇宙センターへの輸送中に損傷したため修理が必要となり、打上げは2018年に延期された。国の安全保障用の人工衛星にもかかわらず、外国のローンチ・ヴィークルであるアリアン5で打ち上げられる理由は、きらめき2号に比べてきらめき1号の方が衛星重量が重く、H-IIAの静止軌道打ち上げ能力では通信衛星の搭載燃料を減らさざるを得ず、要求される衛星寿命の15年を満たせなくなることと、その質量に対応する国内の打ち上げでは経済的に不利になるためであった。その後、2018年（平成30年）4月6日6時34分（日本標準時）に打ち上げられた。
2号機となる「きらめき2号」は、日本標準時の2017年（平成29年）1月24日16時44分に、種子島宇宙センターからH-IIAロケットにより打ち上げられ、約30分後に予定の軌道へ投入された。
スーパーバードC2号機の後継についても、PFIにより3号機として整備される予定であり、2023年度の打ち上げを目指していたが、H3ロケット1号機の打ち上げ失敗の影響を受け2024年度の打ち上げとなり、2024年11月4日にH3ロケット4号機によって打ち上げられた。
|       | 衛星名                    | 略字               | 打上げ日                | 打上げ ロケット | 打上げ時 質量 | 運用予定 軌道位置 |
| ----- | ------------------------- | ------------------ | ----------------------- | --------------- | ------------- | ----------------- |
| 1号機 | きらめき1号 /Superbird-B3 | DSN-1 /Superbird-8 | 2018年 4月6日 6時34分   | アリアン5       | 5,348 kg      | 東経162度         |
| 2号機 | きらめき2号               | DSN-2              | 2017年 1月24日 16時44分 | H-IIA 32号機    | 非公開        | 非公開            |
| 3号機 | きらめき3号               | DSN-3              | 2024年 11月4日 15時48分 | H3 4号機        | 非公開        | 非公開            |

きらめき1号はスカパーJSATの商用通信衛星と防衛省のXバンド通信中継機材を相乗りさせている都合上、静止軌道上の経度情報や衛星バスの情報が一部公開されている。きらめき2号からは防衛省の単独ミッションとして計画された安全保障を目的とした衛星であり、情報収集衛星と同様に衛星の具体的な性能や諸元などの情報はあまり公表されていない。また、静止衛星であることは公表されているが、打ち上げシーケンスや衛星の分離に関する時刻等が非公開とされている。
きらめき1号・2号ではJAXAによる打ち上げのオンライン中継が行われなかったが、きらめき3号では中継が実施された。

## 地上施設
地上施設の整備は日本電気が行い、維持管理はNTTコミュニケーションズが行う。地上施設のうち局舎の整備と維持のみは前田建設工業が行う。
- 主局：海上自衛隊飯岡受信所（千葉県旭市）[27]
- 副局：海上自衛隊呉地方総監部（広島県呉市）[27]